# Leptophatnus nigrocyaneus
Leptophatnus nigrocyaneus là một loài tò vò trong họ Ichneumonidae.